# Edogawa

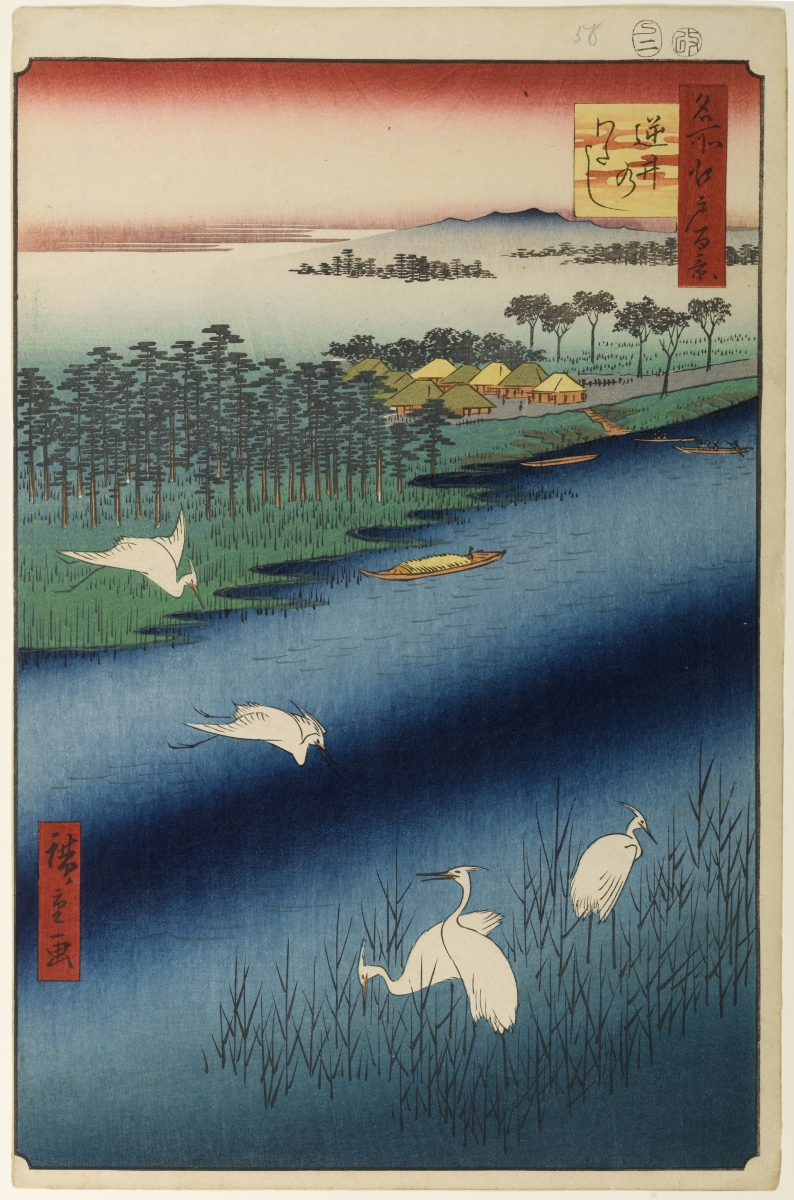
Aspecte de la zona al període Edo

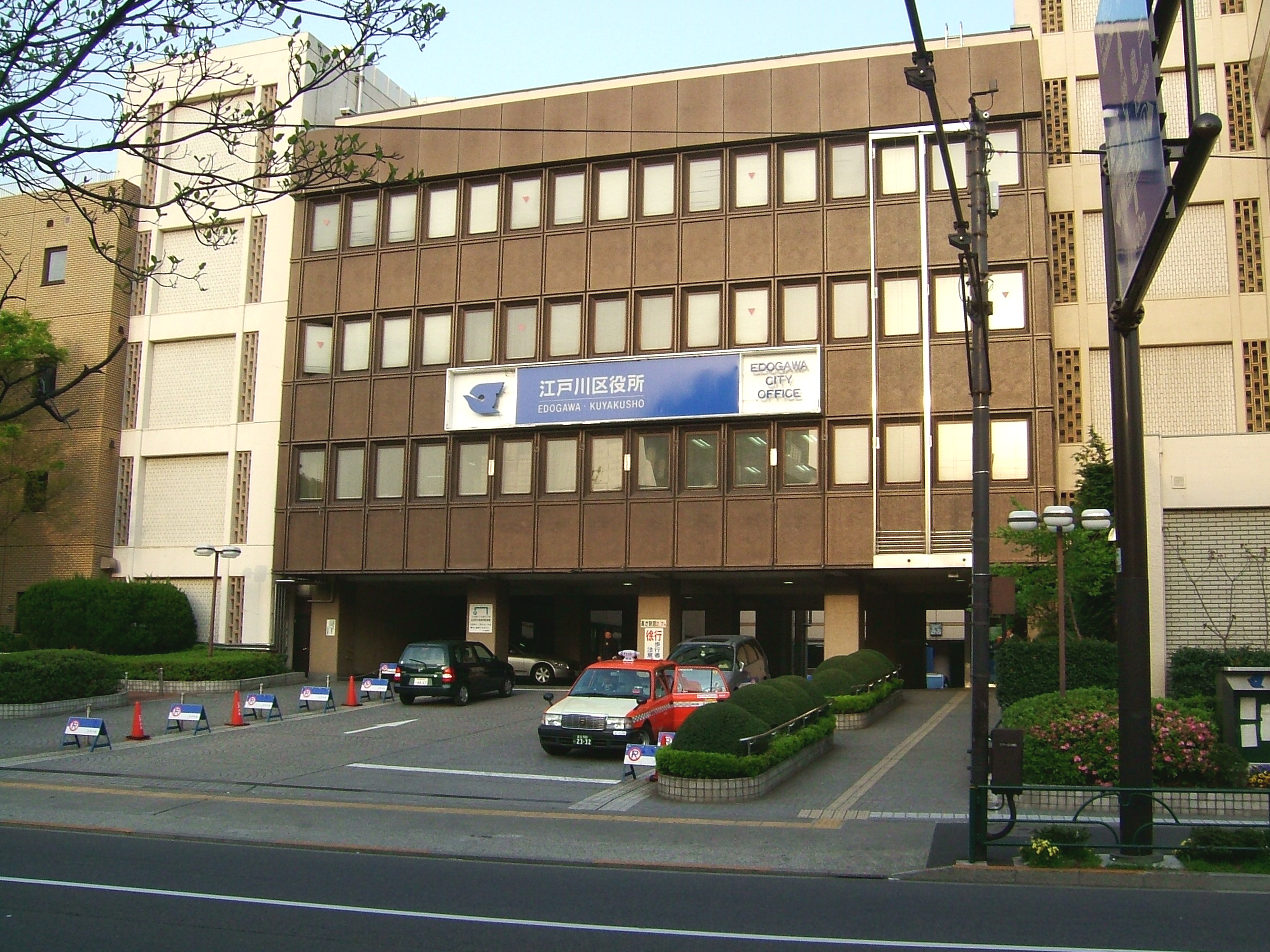
Ajuntament d'Edogawa

Edogawa (江戸川区, Edogawa-ku) és un municipi i districte especial de Tòquio, a la regió de Kantō, Japó. Edogawa també és coneguda amb el nom de "ciutat d'Edogawa" (Edogawa City) en anglés, sent un terme emprat per l'ajuntament en les seues comunicacions en llengua estrangera.

## Geografia
El districte especial d'Edogawa es troba localitzat a l'extrem més oriental de Tòquio. El riu Edo o Edogawa, del qual pren el seu nom, passa de nord a sud pel costat oriental del districte, fins a acabar a la badia de Tòquio. El terme municipal d'Edogawa limita amb els de Katsushika al nord; amb Urayasu, Ichikawa i Matsudo (a la prefectura de Chiba a l'est; al sud fa costa amb la badia de Tòquio i a l'oest limita amb els districtes especials de Sumida i Kōtō.

### Barris
Els barris d'Edogawa són els següents:
- Ichinoe (一之江)
- Ichinoe-chō (一之江町)
- Ukita-chō (宇喜田町)
- Edogawa (江戸川)
- Ōsugi (大杉)
- Okinomiya-chō (興宮町)
- Kami-Isshiki (上一色)
- Kami-Shinozaki (上篠崎)
- Kita-Kasai (北葛西)
- Kita-Koiwa (北小岩)
- Kita-Shinozaki (北篠崎)
- Komatsugawa (小松川)
- Shishibone (鹿骨)
- Shishibone-chō (鹿骨町)
- Shinozaki-machi (篠崎町)
- Shimo-Shinozaki (下篠崎町)
- Seishin-chō (清新町)
- Chūō (中央)
- Naka-Kasai (中葛西)
- Niihori (新堀)
- Nishi-Ichinoe (西一之江)
- Nishi-Kasai (西葛西)
- Nishi-Koiwa (西小岩)
- Ni.-Komatsugawa (西小松川町)
- Nishi-Shinozaki (西篠崎)
- Nishi-Mizue (西瑞江)
- Ninoe-chō (二之江町)
- Harue-chō (春江町)
- Higashi-Kasai (東葛西)
- Higashi-Koiwa (東小岩)
- Hi.-Komatsugawa (東小松川)
- Higashi-Shinozaki (東篠崎)
- Hi.-Shinozaki-machi (東篠崎町)
- Higashi-Matsumoto (東松本)
- Higashi-Mizue (東瑞江)
- Hirai (平井)
- Funabori (船堀)
- Hon-Isshiki (本一色)
- Matsue (松江)
- Matsushima (松島)
- Matsumoto (松本)
- Mizue (瑞江)
- Minami-Kasai (南葛西)
- Minami-Koiwa (南小岩)
- Minami-Shinozaki (南篠崎町)
- Yagōchi (谷河内)
- Rinkai-chō (臨海町)

## Història
Des dels temps del període Nara fins a la fi del període Edo, la zona va formar part del districte de Katsushika, ja desaparegut, primer dins de la província de Shimōsa i després de la província de Musashi. La zona, situada al voltant del delta del riu Edo i la badia de Tòquio, era principalment agrària, dedicada majoritàriament a la pesca i menorment al cultiu. L'any 1870, amb l'abolició del sistema han, es crearen diversos llogarets, molts d'ells coincidents amb els actuals barris d'Edogawa. Amb la creació de l'actual sistema de municipis, a l'abril de 1888 es crearen els pobles de Komatsugawa, Hirai, Kasai, Matsue, Funabori, Mizuho, Ichinoe, Shikamoto, Shinozaki i Koiwa, totes elles incloses al districte de Minami-Katsushika, a l'antiga prefectura de Tòquio.
L'1 d'octubre de 1932, tot el districte de Minami-Katsushika amb els seus municipis es integrat dins de l'actualment desapareguda ciutat de Tòquio, creant-se automàticament el districte urbà d'Edogawa, amb els mateixos limits territorials que l'actual Edogawa. Amb la dissolució del municipi de Tòquio l'1 d'abril de 1943, el districte d'Edogawa assoleix un estatus especial molt semblant a l'actual, amb alcalde i assemblea municipal, el qual seria ratificat el 3 de maig de 1947 amb la llei d'autonomia local.

## Administració

### Alcaldes
A continuació es presenta una relació dels alcaldes electes:
- Matsuyasu Kokubo (1947-1955)
- Tomiichirō Satō (1955-1959)
- Kikuo Nakagawa (1959-1963)
- Kiichi Nakasato (1964-1999)
- Masami Tada (1999-2019)
- Takeshi Saitō (2019-present)

### Assemblea
| Assemblea d'Edogawa (2019-2023) | Assemblea d'Edogawa (2019-2023)  | Assemblea d'Edogawa (2019-2023) | Assemblea d'Edogawa (2019-2023) |
| PR: Mitsuhiro Fukumoto (PLD)    | PR: Mitsuhiro Fukumoto (PLD)     | VP: Sōichi Horie (KM)           | VP: Sōichi Horie (KM)           |
| Grups polítics                  | Grups polítics                   | Grups polítics                  | Regidors                        |
| ------------------------------- | -------------------------------- | ------------------------------- | ------------------------------- |
|                                 | Partit Liberal Democràtic        | PLD                             | 15 / 40                         |
|                                 | Kōmeitō                          | KMT                             | 11 / 40                         |
|                                 | Independents                     | Ind                             | 6 / 40                          |
|                                 | Partit Comunista del Japó        | PCJ                             | 4 / 40                          |
|                                 | Partit Democràtic Constitucional | PDC                             | 2 / 40                          |
|                                 | Xarxa d'Habitants de Tòquio      | NET                             | 2 / 40                          |

## Demografia
| 1920    | 1930    | 1940    | 1950    | 1960    | 1970    | 1980    |
| ------- | ------- | ------- | ------- | ------- | ------- | ------- |
| 39.386  | 96.971  | 177.304 | 208.861 | 316.649 | 446.758 | 495.231 |
| 1990    | 2000    | 2010    | 2020    | 2030    | 2040    | 2050    |
| 565.939 | 619.953 | 678.908 | 690.457 | -       | -       | -       |

## Transport

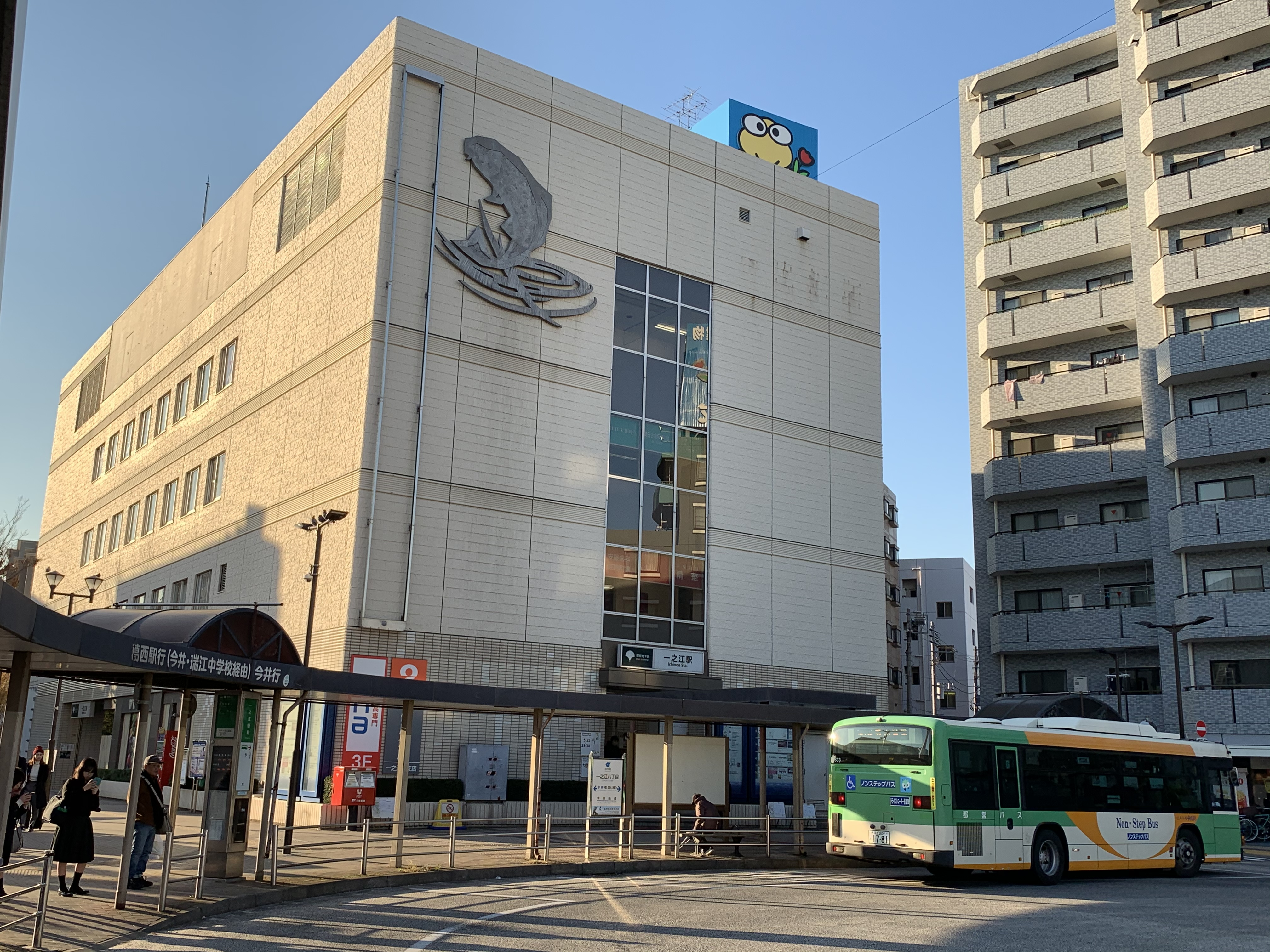
Estació d'Ichinoe

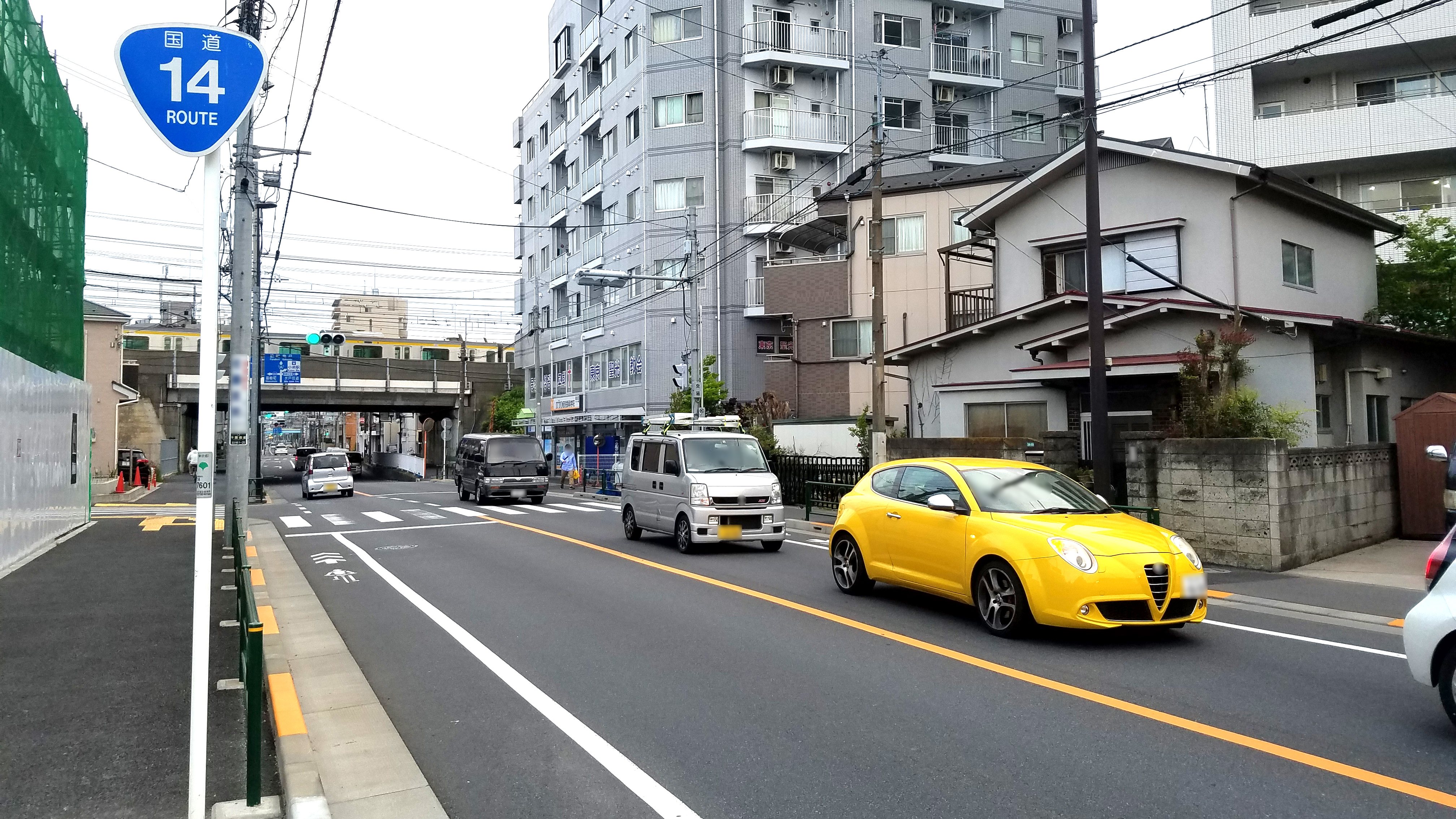
N-14 al seu pas per Kita-Koiwa

### Ferrocarril
- Companyia de Ferrocarrils del Japó Oriental (JR East)
  - Hirai - Koiwa - Parc Kasai-Rinkai
- Metro de Tòquio
  - Nishi-Kasai - Kasai
- Metro Públic de Tòquio (TOEI)
  - Funabori - Ichinoe - Mizue - Shinozaki
- Ferrocarril Elèctric de Tòquio-Narita (Keisei)
  - Keisei-Koiwa - Edogawa

### Marítim
- Associació de Parcs Metropolitans de Tòquio

### Carretera
- Autopista Metropolitana (Shuto)
- N-14 - N-357
- TK-10 - TK-50 - TK-307 - TK-308 - TK-315 - TK-318 - TK-450

## Agermanaments
- Tsuruoka, prefectura de Yamagata, Japó.
- Azumino, prefectura de Nagano, Japó.
- Gosford, Nova Gal·les del Sud, Austràlia.
- Ichikawa, prefectura de Chiba, Japó.
- Shirosato, prefectura d'Ibaraki, Japó
- Urayasu, prefectura de Chiba, Japó.

## Persones celebres nascudes a Edogawa
- Kazuyoshi Nakamura, actor
- Maki Goto, cantant (Morning Musume) actriu